# Scutati
Scutati (łac. lp. scutatus od scutum "tarcza") – ciężkozbrojny żołnierz w armii Bizancjum. Będąc bezpośrednimi spadkobiercami legionów rzymskich, Scutati byli jedną z lepszych formacji piechoty Średniowiecza.

## Uzbrojenie
Armia Cesarska nigdy nie była jednolita. Jej struktura zmieniała się przez cały okres istnienia "Drugiego Rzymu", starając się dostosować taktykę do wroga z którym walczono. Na ogół jednak, rynsztunek piechura składał się między innymi ze skórzanej zbroi lamelkowej bądź też kolczugi, hełmu, długiej włóczni kontarion (będącej prawdopodobnie odmianą greckiego kontosa, lub też inną nazwą dla tej samej broni) a także miecza na wypadek walki w zwarciu. Istotną ochronę zapewniała także tarcza, której kształt w różnych okresach był różny. Zazwyczaj miała jednak okrągły kształt.

## Historia
Scutatii powstali w okresie między VII a VIII wiekiem, na skutek porzucenia dotychczasowego podziału piechoty na Limitanei (wojska graniczne) i Comitatenses (wojska polowe), który nie sprawdził się w okresie najazdów arabów. Armia Bizancjum kontynuowała trend armii późnorzymskiej, gdzie piechota pełniła zasadniczo funkcję pomocniczą. Scutati pełnili raczej rolę defensywną, chroniąc oddziały lekkozbrojne – łuczników i miotających oszczepami peltastów. Jednakże po przełamaniu wrogich szyków przez jazdę, byli w stanie zaatakować szeregi wroga.
Scutati, tak jak katafrakci rekrutowali się tylko i wyłącznie z mieszkańców Cesarstwa. Bazę rekrutacyjną stanowił system drobnych gospodarstw "pronoja" (podobny nieco do europejskiego feudalizmu, z tą różnicą iż po śmierci żołnierza grunt ponownie wracał do państwa) bądź też system temów.
Piechota ta istniała do czasów IV krucjaty. W późniejszych latach, odrodzone Bizancjum niemal całkowicie polegało na najemnikach aż do upadku Konstantynopola w roku 1453.